# Kỹ trị
Kỹ trị là một hình thức chính phủ được đề xuất trong đó những người đứng đầu được lựa chọn trên cơ sở chuyên môn của họ trong một lĩnh vực nhất định, đặc biệt liên quan đến những kiến thức khoa học hoặc kỹ thuật. Hệ thống này trái ngược hoàn toàn với quan niệm rằng các đại diện được bầu nên là người đưa ra các quyết định chính trong chính phủ, mặc dù nó không nhất thiết ngụ ý loại bỏ các đại diện được bầu. Kỹ năng lãnh đạo cho những người ra quyết định được lựa chọn trên cơ sở kiến thức và hiệu suất chuyên môn, thay vì liên kết chính trị hoặc kỹ năng nghị viện.
Thuật ngữ kỹ trị ban đầu được sử dụng để ủng hộ việc áp dụng phương pháp khoa học để giải quyết các vấn đề xã hội. Sự quan tâm được trao cho tính bền vững trong cơ sở tài nguyên thay vì lợi nhuận tiền tệ, để đảm bảo hoạt động liên tục của tất cả các chức năng công nghiệp xã hội. Theo nghĩa cực đoan nhất của nó là toàn bộ chính phủ hoạt động như một vấn đề kỹ thuật hoặc kỹ thuật và chủ yếu là giả thuyết. Thực tế hơn, kỹ trị là bất kỳ phần nào của một bộ máy quan liêu được điều hành bởi các nhà công nghệ. Một chính phủ trong đó các quan chức được bầu bổ nhiệm các chuyên gia và chuyên gia để quản lý các chức năng của chính phủ cá nhân và khuyến nghị pháp luật có thể được coi là kỹ trị. Một số cách sử dụng của từ này đề cập đến một hình thức công đức, trong đó người đứng đầu chịu trách nhiệm, bề ngoài mà không có sự ảnh hưởng của các nhóm lợi ích đặc biệt.

## Tiền thân
Trước khi thuật ngữ kỹ trị được đặt ra, các ý tưởng công nghệ hoặc bán công nghệ liên quan đến quản trị bởi các chuyên gia kỹ thuật đã được thúc đẩy bởi nhiều cá nhân khác nhau, đáng chú ý nhất là các nhà lý luận xã hội chủ nghĩa sớm như Henri de Saint-Simon. Điều này được thể hiện bởi niềm tin vào quyền sở hữu nhà nước đối với nền kinh tế, với chức năng của nhà nước được chuyển đổi từ một trong những quy tắc triết học thuần túy đối với đàn ông thành quản trị khoa học về sự vật và hướng của quá trình sản xuất dưới sự quản lý khoa học. Theo Daniel Bell: 
 "Tầm nhìn của St. Simon về xã hội công nghiệp, tầm nhìn về công nghệ thuần túy, là một hệ thống lập kế hoạch và trật tự hợp lý, trong đó xã hội sẽ xác định nhu cầu của mình và tổ chức các yếu tố sản xuất để đạt được chúng." 
 Trích dẫn các ý tưởng của St. Simon, Bell đi đến kết luận rằng "quản trị mọi thứ" bằng phán đoán hợp lý là đặc trưng của kỹ trị.
Alexander Bogdanov, một nhà khoa học và nhà lý luận xã hội người Nga, cũng dự đoán một quan niệm về quá trình kỹ trị. Cả tiểu thuyết của Bogdanov và các tác phẩm chính trị của ông, có ảnh hưởng lớn, cho thấy ông kỳ vọng một cuộc cách mạng sắp tới chống lại chủ nghĩa tư bản sẽ dẫn đến một xã hội công nghệ.
Từ năm 1913 đến năm 1922, Bogdanov đắm mình trong văn bản của một chuyên luận triết học dài về các ý tưởng ban đầu, Kiến tạo: Khoa học tổ chức phổ quát. Kiến tạo dự đoán nhiều ý tưởng cơ bản về phân tích hệ thống, sau đó được khám phá bởi điều khiển học. Trong kiến tạo, Bogdanov đề xuất thống nhất tất cả các ngành khoa học xã hội, sinh học và vật lý bằng cách coi chúng là hệ thống các mối quan hệ và bằng cách tìm kiếm các nguyên tắc tổ chức làm nền tảng cho tất cả các hệ thống.
Có thể cho rằng, ý tưởng Platonic của các nhà triết học đại diện cho một loại kỹ trị trong đó nhà nước được điều hành bởi những người có kiến thức chuyên môn, trong trường hợp này, kiến thức về Tốt, thay vì kiến thức khoa học.   Yêu cầu của Platonic là những người hiểu rõ nhất về lòng tốt nên được trao quyền để lãnh đạo nhà nước, vì họ sẽ dẫn nó tới con đường hạnh phúc. Mặc dù kiến thức về Điều tốt khác với kiến thức về khoa học, những người cai trị ở đây được bổ nhiệm dựa trên sự nắm bắt nhất định về kỹ năng kỹ thuật, thay vì ủy thác dân chủ.